# 馬圖卡納

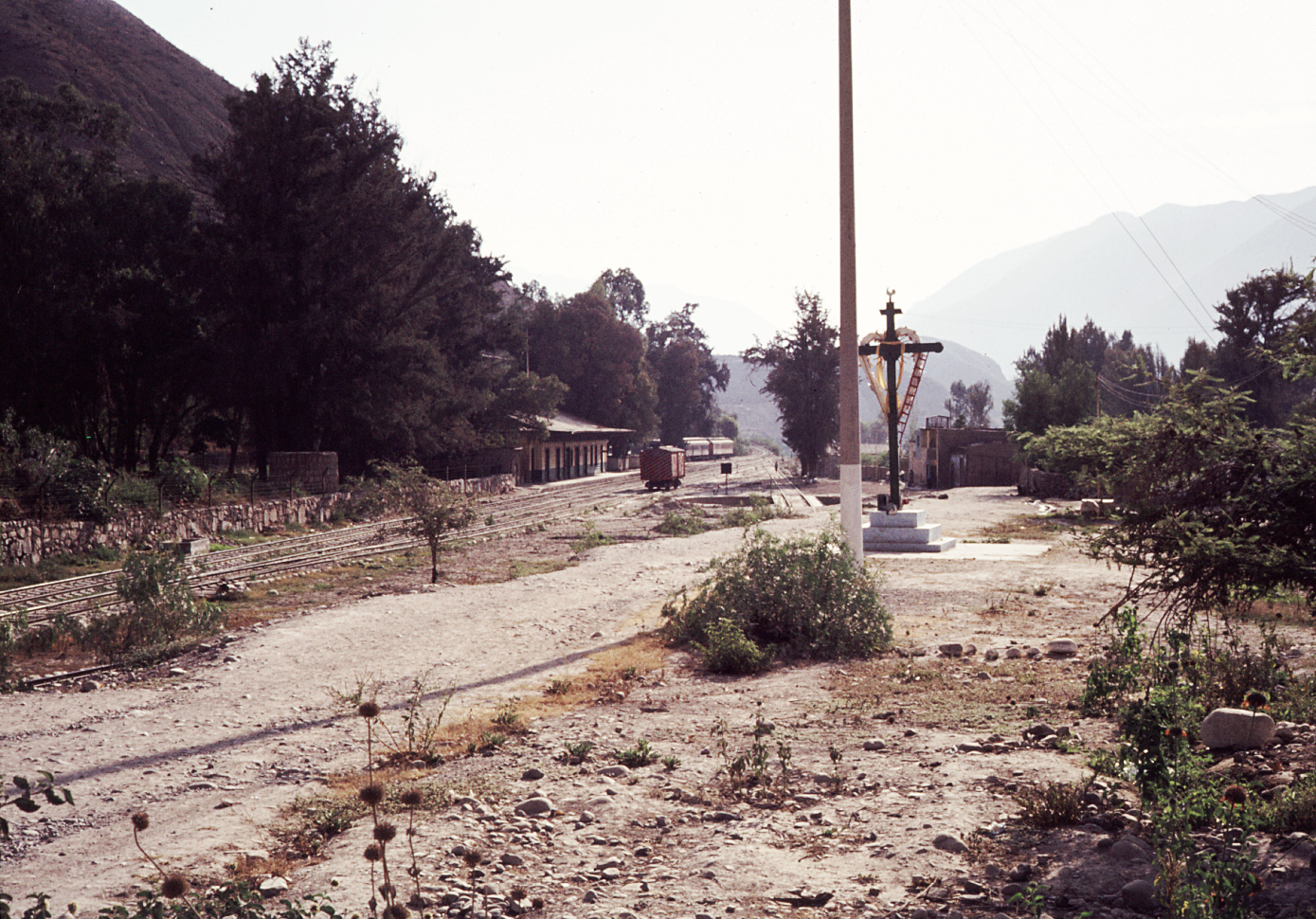

馬圖卡納（西班牙語：Matucana），是秘魯的城鎮，位於該國中南部利馬大區，是瓦羅奇里省的首府，距離首都利馬74公里，海拔高度2,378米，始建於1647年，該城鎮人口5,768。